# Saltillo
Saltillo je hlavní město mexického federálního státu Coahuila. Nachází se v severním Mexiku, přibližně 400 km jižně od hranic USA a 90 km na východ od Monterrey. Aglomerace města byla v roce 2010 devatenáctou největší v zemi.

## Dějiny
Město bylo založeno v roce 1577 a je nejstarším městem, založeným v zemi po jejím dobytí španělským králem. V roce 1824 se stalo hlavním městem státu Coahuila y Tejas, který zahrnoval také přibližně území dnešního Texasu. V roce 1840 u města probíhaly boje Texaské války za nezávislost.
Na počátku 20. století bylo Saltillo známé jako Athény Mexika z důvodu vysokého počtu slavných osobností, usazených ve městě, zejména z Velké Británie a Irska.

## Ekonomika
Nejznámějším vývozním artiklem města jsou kachličky a pletené barevné šály, sarapes. Společnosti Mercedes-Benz a General Motors zde mají své montážní závody a Chrysler zde má závody na montáž nákladních automobilů, sedaček, a dvě motorárny. 37.4% všech osobních a 62.6% všech nákladních aut vyráběných v Mexiku se vyrábí v Saltillo. V Saltillo má také sídlo výrobní konglomerát Grupo Industrial Saltillo, který vyrábí domácí spotřebiče a automobilové součástky.
Podle mexického magazínu Inversionista mělo město v roce 2006 druhou nejlepší kvalitu života v Mexiku.